# Kryptopterus vitreolus
Kryptopterus vitreolus (лат.) — вид лучепёрых рыб из семейства сомовых (Siluridae). Эндемик Таиланда. Чешуя отсутствует. Также отсутствует пигментация кожи, поэтому они прозрачные и можно видеть внутренние органы. При определённой освещённости рыбы переливаются всеми цветами радуги. Больные и мёртвые особи становятся молочно-белыми. Максимальная длина тела 8 см, обычно около 6,5 см. 